# Consolata Bucher
Consolata Bucher OCist (* 1. November 1942 in Neuenhof, Aargau als Rita Maria Bucher; † 24. November 2015) war eine schweizerische Zisterzienserin und Äbtissin des Klosters Frauenthal.

## Ordensleben
Bucher trat am 7. November 1963 in das Noviziat des Klosters Frauenthal ein, wo sie den Ordensnamen Consolata erhielt und am 14. September 1965 die Profess ablegte. Nach einer 22-jährigen Tätigkeit als Sakristanin wählte der Konvent von Frauenthal Bucher am 3. März 2014 zur Äbtissin, nachdem sie bereits seit 10. Juli 2008 dem Kloster als Priorin-Administratorin vorstand. Ihr Wahlspruch lautete: „Domino Christo servite – Christus, dem Herrn, dienet.“ ((Kol 3,24 )) Die Benediktion zur Äbtissin empfing sie am 1. Mai 2014 durch Generalabt Mauro-Giuseppe Lepori. Bucher starb am 24. November 2015 nach kurzer schwerer Krankheit. Sie wurde am 28. November 2015 beigesetzt.